# Marina do Modelo
Marina Pereira da Rocha Fernandez (Rio de Janeiro, 27 de abril de 1989), também conhecida como Marina do Modelo, é uma empresária e política brasileira, filiada ao Agir.
Foi vereadora, secretária municipal de esporte e lazer, deputada estadual  e nas eleições municipais de 2020 foi eleita prefeita de Guapimirim pelo PMB, sendo a primeira mulher a ocupar o cargo.
Nas eleições municipais de 2012, foi candidata a vereadora de Guapimirim pelo Partido Trabalhista do Brasil (PTdoB) e foi eleita com 1.253 votos, sendo considerada a vereadora mais jovem do município.
Nas eleições municipais de 2016, foi candidata a prefeita de Guapimirim pelo Partido da Social Democracia Brasileira (PSDB), sem sucesso, perdeu para o candidato Zelito Tringuelê, do Partido Democrático Trabalhista (PDT). Nas eleições de 2018, foi candidata a deputada pelo PMB e foi eleita com 12.294 votos.
Nas eleições municipais de 2020, foi eleita prefeita de Guapimirim pelo Partido da Mulher Brasileira (PMB), vencendo o pleito com 14.827 votos (48,71%).

## Desempenho eleitoral
| Ano  | Eleição                     | Partido | Cargo             | Votos  | %      | Resultado  | Ref    |
| ---- | --------------------------- | ------- | ----------------- | ------ | ------ | ---------- | ------ |
| 2012 | Municipal de Guapimirim     | PTdoB   | Vereadora         | 1.253  | 4,25%  | Eleita     | [ 7 ]  |
| 2016 | Municipal de Guapimirim     | PSDB    | Prefeita          | 7.965  | 25,76% | Não eleita | [ 8 ]  |
| 2018 | Estaduais no Rio de Janeiro | PMB     | Deputada estadual | 12.294 | 0,16%  | Eleita     | [ 9 ]  |
| 2020 | Municipal de Guapimirim     | PMB     | Prefeita          | 14.827 | 48,71% | Eleita     | [ 10 ] |
| 2024 | Municipal de Guapimirim     | Agir    | Prefeita          | 28.549 | 86,12% | Eleita     | [ 11 ] |